# لينون إدواردو كارفاليو سيليستينو
لينون إدواردو كارفاليو سيليستينو هو لاعب كرة قدم برازيلي في مركز الوسط، ولد في 2 أكتوبر 1991 في ساو باولو في البرازيل. لعب مع ريال موناركس.